# تام ویزدم
 تام ویزدم (انگلیسی: Tom Wisdom؛ زادهٔ ۱۸ فوریهٔ ۱۹۷۳) یک هنرپیشه اهل بریتانیا است. وی از سال ۱۹۹۴ میلادی تاکنون مشغول فعالیت بوده‌است. 
او در فیلم قایقی که راک پخش می‌کرد بازی کرده است.